# Jaana Lyytikäinen
Jaana Lyytikäinen (née le 22 octobre 1982) est une joueuse de football internationale finlandaise. Elle évolue au poste de milieu de terrain.

## Biographie

### En club
Jaana Lyytikäinen commence sa carrière en jouant pour le KMF. Elle passe ensuite au FC Honka, puis au HJK Helsinki. C'est avec le FC Honka qu'elle fait ses débuts en Ligue des champions féminine de l'UEFA avec une défaite 2 à 1 face au Valur Reykjavik, au premier tour de qualification le 9 août 2007. Elle jouera sept matchs en Ligue des champions avec cette équipe et marquera un but, elle jouera également deux matchs avec le Åland United et trois avec le PK-35, toujours étant blanchit de la feuille de pointage. 
Elle annonce ensuite son départ d'Helsinki, elle quitte pour le Åland United.

### International
Lyytikäinen participe au Championnat d'Europe des moins de 18 ans 2001 avec l'équipe finlandaise et réalise ses débuts en compétition internationale lors de ce tournoi avec une défaite de 5 à 1 contre la formation allemande le 11 avril 2001. 
Le 26 septembre 2007, Lyytikäinen devient internationale A en jouant son premier match avec l'équipe de Finlande de football féminin. Avec la Finlande, elle participe à une phase finale du Championnat d'Europe de football féminin, soit en 2013. 
Au total, elle joue deux matchs en Championnat d'Europe des moins de 18 ans et deux en Championnat d'Europe.